# براد باتن
براد باتن هو ضابط شرطة وسياسي أسترالي، ولد في 12 ديسمبر 1975. نشط حزبياً في حزب أستراليا الليبرالي (الفرع الفيكتوري) ‏. وقد انتخب عضو الجمعية التشريعية  في فيكتوريا ‏ عن دائرة Electoral district of Gembrook ‏ (2 ديسمبر 2010 – ).